# Nathorstbreen
Nathorstbreen est un glacier du Spitzberg.

## Toponymie
Il a été nommé en l'honneur d'Alfred Gabriel Nathorst.

## Géographie
Il s'étend sur environ 35 km et débouche dans le fjord Van Keulen.